# Формула Беллара
Формула Беллара позволяет вычислить n-й разряд числа пи в двоичном представлении. Это быстрая модификация (приблизительно на 43 % быстрее) формулы Бэйли-Боруэйна-Плаффа. Формула открыта французским программистом Фабрисом Белларом. Используется в проекте распределённого вычисления числа {\displaystyle \pi } PiHex.

## Формула
{\displaystyle \pi ={{\frac {1}{2^{6}}}\,{\sum _{n=0}^{\infty }{{\frac {{({-1})}^{n}}{2^{{10}\,n}}}\,{\left(-{{\frac {2^{5}}{{4\,n}+1}}-{\frac {1}{{4\,n}+3}}+{\frac {2^{8}}{{{10}\,n}+1}}-{\frac {2^{6}}{{{10}\,n}+3}}-{\frac {2^{2}}{{{10}\,n}+5}}-{\frac {2^{2}}{{{10}\,n}+7}}+{\frac {1}{{{10}\,n}+9}}}\right)}}}}}